# 4 Heures de Barcelone 2019
Navigation
Édition précédente Édition suivante
Les 4 Heures de Barcelone 2019, disputées le 20 juillet 2019 sur le Circuit de Barcelone, sont la vingt-troisième édition de cette course, la première sur un format de quatre heures, et la troisième manche de l'European Le Mans Series 2019.

## Engagés

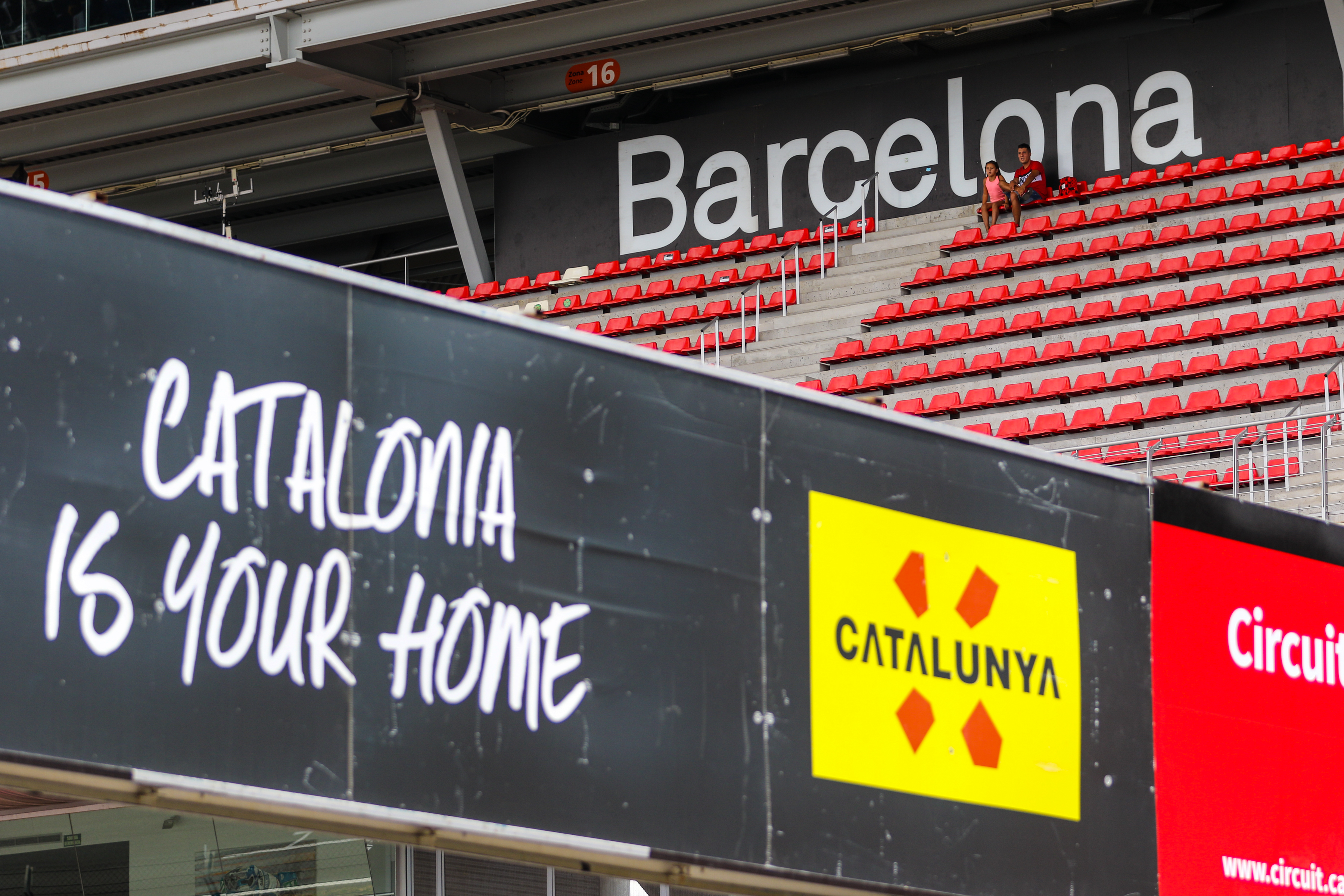
Gradin des 4 Heures de Barcelone 2019

La liste officielle des engagés était composée de 41 voitures, dont 18 en LMP2, 15 en LMP3 et 8 en LM GTE,,,.
Dans la catégorie LMP2, Jean-Éric Vergne a retrouvé le baquet de l’Aurus 01 no 36 aux côtés de Roman Rusinov et Job van Uitert. Adrien Tambay a rejoint l'équipage de la Ligier JS P217 no 34 de l'écurie Inter Europol Competition afin de remplacer Léo Roussel blessé lors des dernières 4 Heures de Monza. Olivier Pla a également rejoint l'équipage de l'Oreca 07 no 25 de l'écurie Algarve Pro Racing afin de remplacer Mark Patterson, lui aussi blessé lors des dernières 4 Heures de Monza. Gary Findlay a renforcé l'équipage de l'Oreca 07 no 32 de l'écurie BHK Motorsport. Patrice Lafargue et Erik Maris, ne pouvant participer à cette manche, ont été remplacés par William Cavailhes et Nicolas Minassian aux mains de la Ligier JS P217 no 27 de l'écurie IDEC Sport Racing.
Dans la catégorie LMP3, l'écurie ACE1 Villorba Corse a aligné sa Ligier JS P3 no 18 aux mains de Yuki Harata et d'Alessandro Bressan pour la première fois cette saison. Cela a permis de qui porter à 15 le nombre d’engagés dans cette catégorie. Nick Adcock a rejoint James Littlejohn au volant de la Ligier JS P3 no 8 de l'écurie Nielsen Racing.
Dans la catégorie GTE, Edward-Lewis Brauner a rejoint Fabio Babini et Marco Frezza au volant de la Porsche 911 RSR no 80 de l'écurie Ebimotors. David Heinemeier Hansson a rejoint Jörg Bergmeister et Egidio Perfetti au volant de la Porsche 911 RSR no 56 de l'écurie Team Project 1.

### Déroulement de l'épreuve

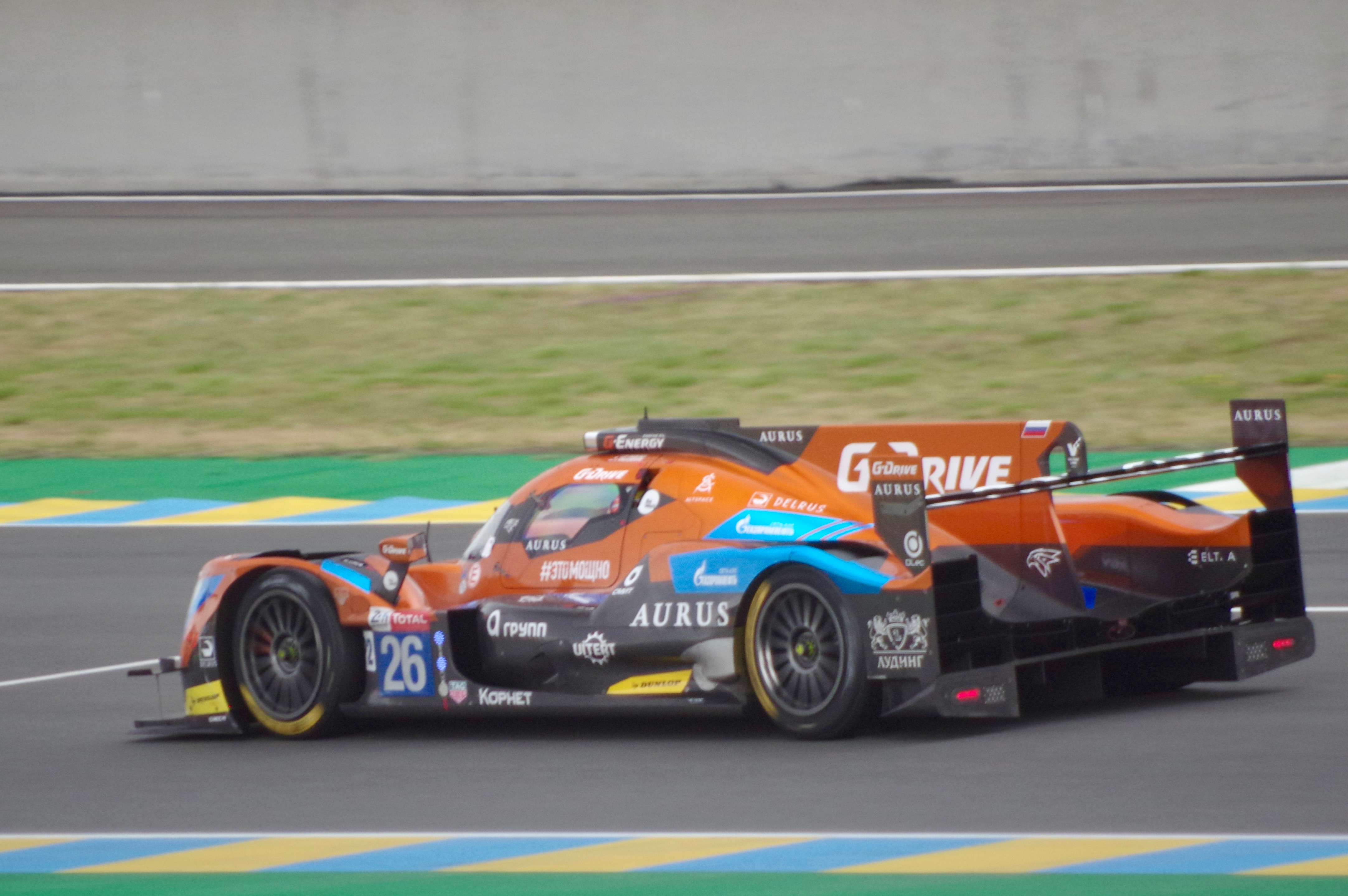
Aurus 01 - Gibson no 26 victorieuse de l'écurie G-Drive Racing

## Essais libres

### Test collectif - Pilote Bronze, le vendredi de 18 h 30 à 19 h 00

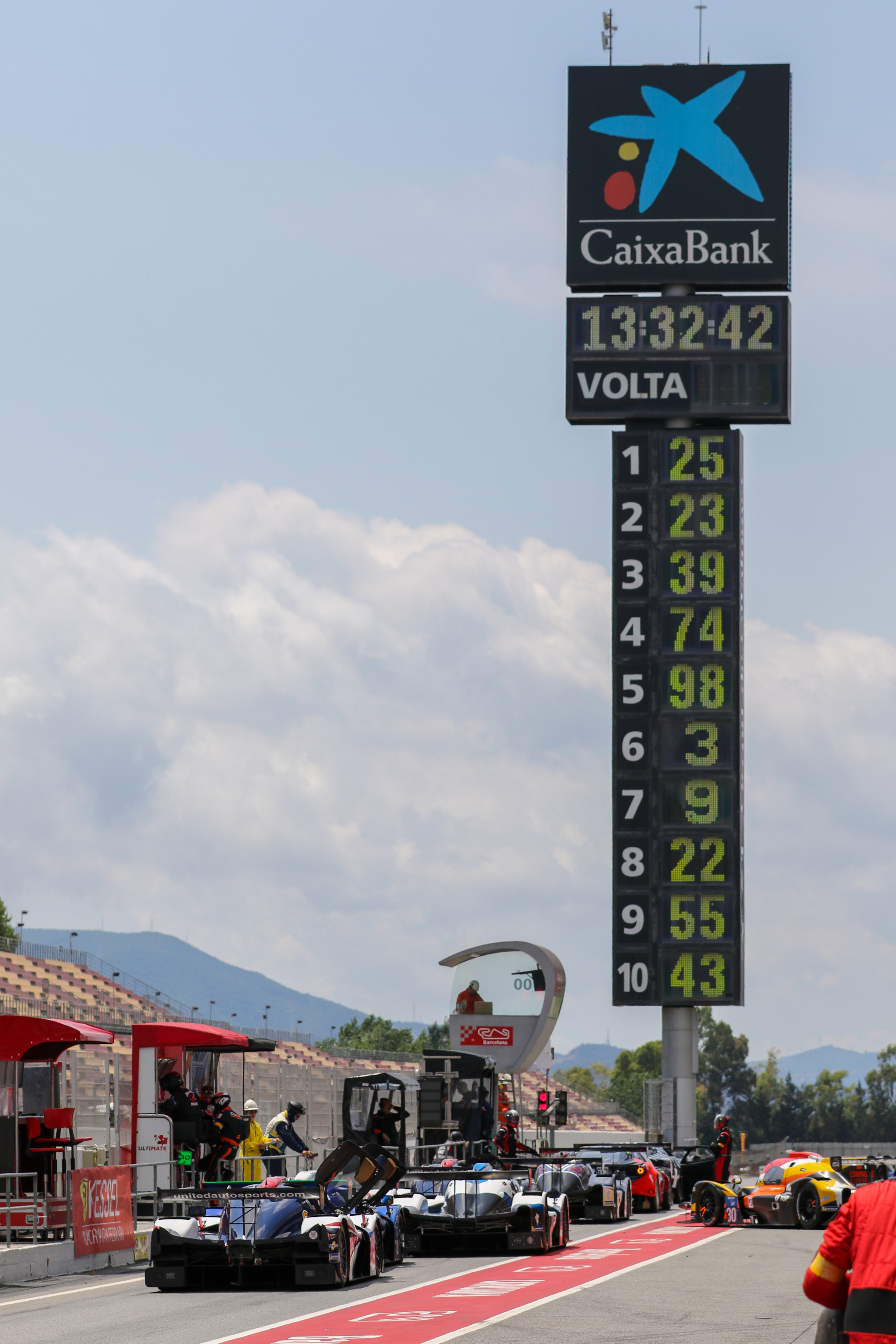
Pitlane des 4 Heures de Barcelone 2019

| Pos. | Classe | N° | Équipe             | Temps                        | Tours |
| ---- | ------ | -- | ------------------ | ---------------------------- | ----- |
| 1    | LMP2   | 25 | Algarve Pro Racing | 1 min 37 s 014 (au 3e tour)  | 15    |
| 2    | LMP2   | 37 | Cool Racing        | 1 min 37 s 748 (au 11e tour) | 15    |
| 3    | LMP2   | 20 | High Class Racing  | 1 min 38 s 137 (au 13e tour) | 13    |
| 8    | LMP3   | 17 | Ultimate           | 1 min 43 s 793 (au 3e tour)  | 15    |
| 9    | LMP3   | 11 | EuroInternational  | 1 min 44 s 177 (au 14e tour) | 14    |
| 10   | LMP3   | 7  | Nielsen Racing     | 1 min 44 s 232 (au 12e tour) | 15    |
| 18   | LMGTE  | 51 | Luzich Racing      | 1 min 45 s 601 (au 7e tour)  | 8     |
| 20   | LMGTE  | 56 | Team Project 1     | 1 min 45 s 854 (au 11e tour) | 15    |
| 24   | LMGTE  | 55 | Spirit of Race     | 1 min 46 s 710 (au 8e tour)  | 12    |

### Première séance, le vendredi de 14 h 30 à 16 h 00
| Pos. | Classe | N° | Équipe                  | Temps                        | Tours |
| ---- | ------ | -- | ----------------------- | ---------------------------- | ----- |
| 1    | LMP2   | 26 | G-Drive Racing          | 1 min 34 s 242 (au 3e tour)  | 47    |
| 2    | LMP2   | 37 | Cool Racing             | 1 min 34 s 399 (au 6e tour)  | 44    |
| 3    | LMP2   | 20 | High Class Racing       | 1 min 34 s 456 (au 2e tour)  | 32    |
| 19   | LMP3   | 11 | EuroInternational       | 1 min 41 s 486 (au 2e tour)  | 18    |
| 20   | LMP3   | 10 | Oregon Team             | 1 min 42 s 706 (au 7e tour)  | 26    |
| 21   | LMP3   | 17 | Ultimate                | 1 min 42 s 882 (au 5e tour)  | 23    |
| 31   | LMGTE  | 60 | Kessel Racing           | 1 min 44 s 721 (au 13e tour) | 37    |
| 32   | LMGTE  | 56 | Team Project 1          | 1 min 45 s 238 (au 27e tour) | 33    |
| 33   | LMGTE  | 77 | Dempsey - Proton Racing | 1 min 45 s 315 (au 12e tour) | 23    |

### Deuxième séance, le vendredi de 21 h 30 à 23 h 00
| Pos. | Classe | N° | Équipe            | Temps                        | Tours |
| ---- | ------ | -- | ----------------- | ---------------------------- | ----- |
| 1    | LMP2   | 28 | IDEC Sport Racing | 1 min 34 s 359 (au 2e tour)  | 44    |
| 2    | LMP2   | 21 | DragonSpeed       | 1 min 35 s 018 (au 5e tour)  | 46    |
| 3    | LMP2   | 43 | RLR Msport        | 1 min 35 s 511 (au 11e tour) | 42    |
| 19   | LMP3   | 19 | M. Racing         | 1 min 43 s 331 (au 7e tour)  | 29    |
| 20   | LMP3   | 11 | EuroInternational | 1 min 43 s 809 (au 32e tour) | 34    |
| 21   | LMP3   | 11 | United Autosports | 1 min 43 s 888 (au 9e tour)  | 15    |
| 29   | LMGTE  | 55 | Spirit of Race    | 1 min 45 s 421 (au 9e tour)  | 34    |
| 31   | LMGTE  | 51 | Luzich Racing     | 1 min 45 s 500 (au 30e tour) | 40    |
| 33   | LMGTE  | 83 | Kessel Racing     | 1 min 45 s 916 (au 6e tour)  | 23    |

## Qualifications
| Pos. | Classe | N° | Équipe                       | Pilote                | Temps          | Écart      |
| 1    | LMP2   | 29 | IDEC Sport Racing            | Paul-Loup Chatin      | 1 min 32 s 765 | --         |
| 2    | LMP2   | 37 | Cool Racing                  | Nicolas Lapierre      | 1 min 33 s 358 | + 0 s 593  |
| 3    | LMP2   | 26 | G-Drive Racing               | Jean-Éric Vergne      | 1 min 33 s 640 | + 0 s 875  |
| 4    | LMP2   | 43 | RLR Msport                   | Arjun Maini           | 1 min 33 s 642 | + 0 s 877  |
| 5    | LMP2   | 39 | Graff Racing                 | Jonathan Hirschi      | 1 min 33 s 851 | + 1 s 086  |
| 6    | LMP2   | 30 | Duqueine Engineering         | Nicolas Jamin         | 1 min 33 s 956 | + 1 s 191  |
| 7    | LMP2   | 21 | DragonSpeed                  | Ben Hanley            | 1 min 34 s 001 | + 1 s 236  |
| 8    | LMP2   | 45 | Carlin                       | Harry Tincknell       | 1 min 34 s 022 | + 1 s 257  |
| 9    | LMP2   | 23 | Panis-Barthez Compétition    | Will Stevens          | 1 min 34 s 083 | + 1 s 318  |
| 10   | LMP2   | 25 | Algarve Pro Racing           | Andrea Pizzitola      | 1 min 34 s 142 | + 1 s 377  |
| 11   | LMP2   | 35 | BHK Motorsport               | Sergio Campana        | 1 min 34 s 437 | + 1 s 672  |
| 12   | LMP2   | 32 | United Autosports            | Alex Brundle          | 1 min 34 s 590 | + 1 s 825  |
| 13   | LMP2   | 22 | United Autosports            | Filipe Albuquerque    | 1 min 34 s 785 | + 2 s 020  |
| 14   | LMP2   | 34 | Inter Europol Competition    | Dani Clos             | 1 min 34 s 802 | + 2 s 037  |
| 15   | LMP2   | 20 | High Class Racing            | Anders Fjordbach      | 1 min 35 s 091 | + 2 s 326  |
| 16   | LMP2   | 31 | Algarve Pro Racing           | Henning Enqvist       | 1 min 35 s 400 | + 2 s 635  |
| 17   | LMP2   | 24 | Panis-Barthez Compétition    | Timothé Buret         | 1 min 35 s 753 | + 2 s 988  |
| 18   | LMP2   | 27 | IDEC Sport Racing            | William Cavailhes     | 1 min 37 s 445 | + 4 s 680  |
| 19   | LMP3   | 11 | EuroInternational            | Mikkel Jensen         | 1 min 40 s 187 | + 7 s 422  |
| 20   | LMP3   | 10 | Oregon Team                  | Damiano Fioravanti    | 1 min 40 s 371 | + 7 s 606  |
| 21   | LMP3   | 17 | Ultimate                     | Matthieu Lahaye       | 1 min 40 s 625 | + 7 s 860  |
| 22   | LMP3   | 19 | M.Racing                     | Yann Ehrlacher        | 1 min 41 s 067 | + 8 s 302  |
| 23   | LMP3   | 7  | Nielsen Racing               | Colin Noble           | 1 min 41 s 282 | + 8 s 517  |
| 24   | LMP3   | 2  | United Autosports            | Wayne Boyd            | 1 min 41 s 385 | + 8 s 620  |
| 25   | LMP3   | 6  | 360 Racing                   | Ross Kaiser           | 1 min 41 s 403 | + 8 s 638  |
| 26   | LMP3   | 13 | Inter Europol Competition    | Nigel Moore           | 1 min 41 s 429 | + 8 s 664  |
| 27   | LMP3   | 9  | Realteam Racing              | David Droux           | 1 min 41 s 654 | + 8 s 889  |
| 28   | LMP3   | 8  | Nielsen Racing               | James Littlejohn      | 1 min 41 s 900 | + 9 s 135  |
| 29   | LMP3   | 5  | 360 Racing                   | James Winslow         | 1 min 41 s 967 | + 9 s 202  |
| 30   | LMP3   | 18 | ACE1 Villorba Corse          | Alessandro Bressan    | 1 min 42 s 009 | + 9 s 244  |
| 31   | LMP3   | 3  | United Autosports            | Christian England     | 1 min 42 s 223 | + 9 s 458  |
| 32   | LMP3   | 15 | RLR Msport                   | Christian Olsen       | 1 min 42 s 715 | + 9 s 950  |
| 33   | LMP3   | 14 | Inter Europol Competition    | Sam Dejonghe          | 1 min 43 s 019 | + 10 s 254 |
| 34   | LMGTE  | 60 | Kessel Racing                | Andrea Piccini        | 1 min 43 s 084 | + 10 s 319 |
| 35   | LMGTE  | 55 | Spirit of Race               | Matt Griffin          | 1 min 43 s 372 | + 10 s 607 |
| 36   | LMGTE  | 51 | Luzich Racing                | Alessandro Pier Guidi | 1 min 43 s 381 | + 10 s 616 |
| 37   | LMGTE  | 66 | JMW Motorsport               | Jeff Segal            | 1 min 43 s 478 | + 10 s 713 |
| 38   | LMGTE  | 56 | Team Project 1               | Jörg Bergmeister      | 1 min 43 s 609 | + 10 s 844 |
| 39   | LMGTE  | 83 | Kessel Racing                | Michelle Gatting      | 1 min 43 s 700 | + 10 s 935 |
| 40   | LMGTE  | 77 | Dempsey - Proton Competition | Riccardo Pera         | 1 min 43 s 884 | + 11 s 119 |
| 41   | LMGTE  | 80 | Ebimotors                    | Marco Frezza          | 1 min 44 s 178 | + 11 s 413 |

## Course

### Classement de la course
Voici le classement provisoire au terme de la course.
- Les vainqueurs de chaque catégorie sont signalés par un fond jauni.
- Pour la colonne Pneus, il faut passer le curseur au-dessus du modèle pour connaître le manufacturier de pneumatiques.

| Pos  | Classe | no | Écurie                       | Pilotes                                                   | Châssis                       | Pneus | Tours | Temps               |
| Pos  | Classe | no | Écurie                       | Pilotes                                                   | Moteur                        | Pneus | Tours | Temps               |
| ---- | ------ | -- | ---------------------------- | --------------------------------------------------------- | ----------------------------- | ----- | ----- | ------------------- |
| 1    | LMP2   | 26 | G-Drive Racing               | Roman Rusinov Jean-Éric Vergne Job van Uitert             | Aurus 01                      | D     | 135   | 4 h 00 min 29 s 924 |
| 1    | LMP2   | 26 | G-Drive Racing               | Roman Rusinov Jean-Éric Vergne Job van Uitert             | Gibson GK428 4,2 l V8 Atmo    | D     | 135   | 4 h 00 min 29 s 924 |
| 2    | LMP2   | 39 | Graff Racing                 | Tristan Gommendy Alexandre Cougnaud Jonathan Hirschi      | Oreca 07                      | M     | 134   | + 1 tour            |
| 2    | LMP2   | 39 | Graff Racing                 | Tristan Gommendy Alexandre Cougnaud Jonathan Hirschi      | Gibson GK428 4,2 l V8 Atmo    | M     | 134   | + 1 tour            |
| 3    | LMP2   | 37 | Cool Racing                  | Nicolas Lapierre Antonin Borga Alexandre Coigny           | Oreca 07                      | M     | 134   | + 1 tour            |
| 3    | LMP2   | 37 | Cool Racing                  | Nicolas Lapierre Antonin Borga Alexandre Coigny           | Gibson GK428 4,2 l V8 Atmo    | M     | 134   | + 1 tour            |
| 4    | LMP2   | 30 | Duqueine Engineering         | Nicolas Jamin Pierre Ragues Richard Bradley               | Oreca 07                      | M     | 134   | + 1 tour            |
| 4    | LMP2   | 30 | Duqueine Engineering         | Nicolas Jamin Pierre Ragues Richard Bradley               | Gibson GK428 4,2 l V8 Atmo    | M     | 134   | + 1 tour            |
| 5    | LMP2   | 28 | IDEC Sport Racing            | Paul Lafargue Paul-Loup Chatin Memo Rojas                 | Oreca 07                      | M     | 134   | + 1 tour            |
| 5    | LMP2   | 28 | IDEC Sport Racing            | Paul Lafargue Paul-Loup Chatin Memo Rojas                 | Gibson GK428 4,2 l V8 Atmo    | M     | 134   | + 1 tour            |
| 6    | LMP2   | 25 | Algarve Pro Racing           | Olivier Pla John Falb Andrea Pizzitola                    | Oreca 07                      | D     | 133   | + 2 tours           |
| 6    | LMP2   | 25 | Algarve Pro Racing           | Olivier Pla John Falb Andrea Pizzitola                    | Gibson GK428 4,2 l V8 Atmo    | D     | 133   | + 2 tours           |
| 7    | LMP2   | 22 | United Autosports            | Phil Hanson Filipe Albuquerque                            | Ligier JS P217                | M     | 133   | + 2 tours           |
| 7    | LMP2   | 22 | United Autosports            | Phil Hanson Filipe Albuquerque                            | Gibson GK428 4,2 l V8 Atmo    | M     | 133   | + 2 tours           |
| 8    | LMP2   | 32 | United Autosports            | Ryan Cullen Alex Brundle William Owen                     | Ligier JS P217                | M     | 133   | + 2 tours           |
| 8    | LMP2   | 32 | United Autosports            | Ryan Cullen Alex Brundle William Owen                     | Gibson GK428 4,2 l V8 Atmo    | M     | 133   | + 2 tours           |
| 9    | LMP2   | 45 | Carlin                       | Jack Manchester Harry Tincknell Ben Barnicoat             | Dallara P217                  | D     | 133   | + 2 tours           |
| 9    | LMP2   | 45 | Carlin                       | Jack Manchester Harry Tincknell Ben Barnicoat             | Gibson GK428 4,2 l V8 Atmo    | D     | 133   | + 2 tours           |
| 10   | LMP2   | 21 | DragonSpeed                  | Henrik Hedman Ben Hanley James Allen                      | Oreca 07                      | M     | 133   | + 2 tours           |
| 10   | LMP2   | 21 | DragonSpeed                  | Henrik Hedman Ben Hanley James Allen                      | Gibson GK428 4,2 l V8 Atmo    | M     | 133   | + 2 tours           |
| 11   | LMP2   | 35 | BHK Motorsport               | Francesco Dracone Sergio Campana Gary Findlay             | Oreca 07                      | D     | 132   | + 3 tours           |
| 11   | LMP2   | 35 | BHK Motorsport               | Francesco Dracone Sergio Campana Gary Findlay             | Gibson GK428 4,2 l V8 Atmo    | D     | 132   | + 3 tours           |
| 12   | LMP2   | 31 | Algarve Pro Racing           | Tacksung Kim Henning Enqvist James French                 | Oreca 07                      | D     | 132   | + 3 tours           |
| 12   | LMP2   | 31 | Algarve Pro Racing           | Tacksung Kim Henning Enqvist James French                 | Gibson GK428 4,2 l V8 Atmo    | D     | 132   | + 3 tours           |
| 13   | LMP2   | 43 | RLR Msport                   | John Farano Bruno Senna Arjun Maini                       | Oreca 07                      | D     | 131   | + 4 tours           |
| 13   | LMP2   | 43 | RLR Msport                   | John Farano Bruno Senna Arjun Maini                       | Gibson GK428 4,2 l V8 Atmo    | D     | 131   | + 4 tours           |
| 14   | LMP2   | 27 | IDEC Sport Racing            | Nicolas Minassian William Cavailhes Stéphane Adler        | Ligier JS P217                | M     | 131   | + 4 tours           |
| 14   | LMP2   | 27 | IDEC Sport Racing            | Nicolas Minassian William Cavailhes Stéphane Adler        | Gibson GK428 4,2 l V8 Atmo    | M     | 131   | + 4 tours           |
| 15   | LMP2   | 23 | Panis-Barthez Compétition    | René Binder Will Stevens Julien Canal                     | Ligier JS P217                | D     | 130   | + 5 tours           |
| 15   | LMP2   | 23 | Panis-Barthez Compétition    | René Binder Will Stevens Julien Canal                     | Gibson GK428 4,2 l V8 Atmo    | D     | 130   | + 5 tours           |
| 16   | LMP3   | 13 | Inter Europol Competition    | Martin Hippe Nigel Moore                                  | Ligier JS P3                  | M     | 125   | + 10 tours          |
| 16   | LMP3   | 13 | Inter Europol Competition    | Martin Hippe Nigel Moore                                  | Nissan VK50VE 5,0 L V8 Atmo   | M     | 125   | + 10 tours          |
| 17   | LMGTE  | 51 | Luzich Racing                | Alessandro Pier Guidi Nicklas Nielsen Fabien Lavergne     | Ferrari 488 GTE Evo           | D     | 125   | + 10 tours          |
| 17   | LMGTE  | 51 | Luzich Racing                | Alessandro Pier Guidi Nicklas Nielsen Fabien Lavergne     | Ferrari F154CB 3,9 L V8 Turbo | D     | 125   | + 10 tours          |
| 18   | LMP3   | 17 | Ultimate                     | Jean-Baptiste Lahaye Matthieu Lahaye François Hériau      | Norma M30                     | M     | 125   | + 10 tours          |
| 18   | LMP3   | 17 | Ultimate                     | Jean-Baptiste Lahaye Matthieu Lahaye François Hériau      | Nissan VK50VE 5,0 L V8 Atmo   | M     | 125   | + 10 tours          |
| 19   | LMP3   | 2  | United Autosports            | Wayne Boyd Garett Grist Thomas Erdos                      | Ligier JS P3                  | M     | 125   | + 10 tours          |
| 19   | LMP3   | 2  | United Autosports            | Wayne Boyd Garett Grist Thomas Erdos                      | Nissan VK50VE 5,0 L V8 Atmo   | M     | 125   | + 10 tours          |
| 20   | LMP3   | 7  | Nielsen Racing               | Tony Wells Colin Noble                                    | Norma M30                     | M     | 125   | + 10 tours          |
| 20   | LMP3   | 7  | Nielsen Racing               | Tony Wells Colin Noble                                    | Nissan VK50VE 5,0 L V8 Atmo   | M     | 125   | + 10 tours          |
| 21   | LMGTE  | 66 | JMW Motorsport               | Jeff Segal Matteo Cressoni Wei Lu                         | Ferrari 488 GTE Evo           | D     | 125   | + 10 tours          |
| 21   | LMGTE  | 66 | JMW Motorsport               | Jeff Segal Matteo Cressoni Wei Lu                         | Ferrari F154CB 3,9 L V8 Turbo | D     | 125   | + 10 tours          |
| 22   | LMGTE  | 55 | Spirit of Race               | Duncan Cameron Matt Griffin Aaron Scott                   | Ferrari 488 GTE Evo           | D     | 125   | + 10 tours          |
| 22   | LMGTE  | 55 | Spirit of Race               | Duncan Cameron Matt Griffin Aaron Scott                   | Ferrari F154CB 3,9 L V8 Turbo | D     | 125   | + 10 tours          |
| 23   | LMP3   | 3  | United Autosports            | Mike Guasch Christian England                             | Ligier JS P3                  | M     | 125   | + 10 tours          |
| 23   | LMP3   | 3  | United Autosports            | Mike Guasch Christian England                             | Nissan VK50VE 5,0 L V8 Atmo   | M     | 125   | + 10 tours          |
| 24   | LMP3   | 8  | Nielsen Racing               | James Littlejohn Nick Adcock                              | Ligier JS P3                  | M     | 124   | + 11 tours          |
| 24   | LMP3   | 8  | Nielsen Racing               | James Littlejohn Nick Adcock                              | Nissan VK50VE 5,0 L V8 Atmo   | M     | 124   | + 11 tours          |
| 25   | LMP3   | 15 | RLR Msport                   | Martin Vedel Mortensen Christian Olsen Martin Rich        | Ligier JS P3                  | M     | 124   | + 11 tours          |
| 25   | LMP3   | 15 | RLR Msport                   | Martin Vedel Mortensen Christian Olsen Martin Rich        | Nissan VK50VE 5,0 L V8 Atmo   | M     | 124   | + 11 tours          |
| 26   | LMGTE  | 83 | Kessel Racing                | Manuela Gostner Rahel Frey Michelle Gatting               | Ferrari 488 GTE Evo           | D     | 124   | + 11 tours          |
| 26   | LMGTE  | 83 | Kessel Racing                | Manuela Gostner Rahel Frey Michelle Gatting               | Ferrari F154CB 3,9 L V8 Turbo | D     | 124   | + 11 tours          |
| 27   | LMGTE  | 56 | Team Project 1               | Egidio Perfetti David Heinemeier Hansson Jörg Bergmeister | Porsche 911 RSR               | D     | 124   | + 11 tours          |
| 27   | LMGTE  | 56 | Team Project 1               | Egidio Perfetti David Heinemeier Hansson Jörg Bergmeister | Porsche 4,0 L Flat-6 Atmo     | D     | 124   | + 11 tours          |
| 28   | LMGTE  | 77 | Dempsey - Proton Competition | Christian Ried Riccardo Pera Matteo Cairoli               | Porsche 911 RSR               | D     | 124   | + 11 tours          |
| 28   | LMGTE  | 77 | Dempsey - Proton Competition | Christian Ried Riccardo Pera Matteo Cairoli               | Porsche 4,0 L Flat-6 Atmo     | D     | 124   | + 11 tours          |
| 29   | LMP3   | 9  | Realteam Racing              | Esteban Garcia David Droux                                | Norma M30                     | M     | 124   | + 11 tours          |
| 29   | LMP3   | 9  | Realteam Racing              | Esteban Garcia David Droux                                | Nissan VK50VE 5,0 L V8 Atmo   | M     | 124   | + 11 tours          |
| 30   | LMP3   | 18 | ACE1 Villorba Corse          | Yuki Harata Alessandro Bressan Gabriele Lancieri          | Ligier JS P3                  | M     | 123   | + 12 tours          |
| 30   | LMP3   | 18 | ACE1 Villorba Corse          | Yuki Harata Alessandro Bressan Gabriele Lancieri          | Nissan VK50VE 5,0 L V8 Atmo   | M     | 123   | + 12 tours          |
| 31   | LMGTE  | 80 | Ebimotors                    | Fabio Babini Marco Frezza Edward-Lewis Brauner            | Porsche 911 RSR               | D     | 122   | + 13 tours          |
| 31   | LMGTE  | 80 | Ebimotors                    | Fabio Babini Marco Frezza Edward-Lewis Brauner            | Porsche 4,0 L Flat-6 Atmo     | D     | 122   | + 13 tours          |
| 32   | LMP3   | 10 | Oregon Team                  | Damiano Fioravanti Gustas Grinbergas Lorenzo Bontempelli  | Norma M30                     | M     | 120   | + 15 tours          |
| 32   | LMP3   | 10 | Oregon Team                  | Damiano Fioravanti Gustas Grinbergas Lorenzo Bontempelli  | Nissan VK50VE 5,0 L V8 Atmo   | M     | 120   | + 15 tours          |
| 33   | LMGTE  | 60 | Kessel Racing                | Claudio Schiavoni Sergio Pianezzola Andrea Piccini        | Ferrari 488 GTE Evo           | D     | 120   | + 15 tours          |
| 33   | LMGTE  | 60 | Kessel Racing                | Claudio Schiavoni Sergio Pianezzola Andrea Piccini        | Ferrari F154CB 3,9 L V8 Turbo | D     | 120   | + 15 tours          |
| 34   | LMP3   | 19 | M.Racing                     | Laurent Millara Lucas Légeret Yann Ehrlacher              | Norma M30                     | M     | 120   | + 15 tours          |
| 34   | LMP3   | 19 | M.Racing                     | Laurent Millara Lucas Légeret Yann Ehrlacher              | Nissan VK50VE 5,0 L V8 Atmo   | M     | 120   | + 15 tours          |
| 35   | LMP3   | 6  | 360 Racing                   | Terrence Woodward James Dayson Ross Kaiser                | Ligier JS P3                  | M     | 119   | + 16 tours          |
| 35   | LMP3   | 6  | 360 Racing                   | Terrence Woodward James Dayson Ross Kaiser                | Nissan VK50VE 5,0 L V8 Atmo   | M     | 119   | + 16 tours          |
| 36   | LMP3   | 5  | 360 Racing                   | John Corbett Andreas Laskaratos James Winslow             | Ligier JS P3                  | M     | 119   | + 16 tours          |
| 36   | LMP3   | 5  | 360 Racing                   | John Corbett Andreas Laskaratos James Winslow             | Nissan VK50VE 5,0 L V8 Atmo   | M     | 119   | + 16 tours          |
| Abd. | LMP2   | 34 | Inter Europol Competition    | Jakub Śmiechowski Dani Clos Adrien Tambay                 | Ligier JS P217                | M     | 81    |                     |
| Abd. | LMP2   | 34 | Inter Europol Competition    | Jakub Śmiechowski Dani Clos Adrien Tambay                 | Gibson GK428 4,2 l V8 Atmo    | M     | 81    |                     |
| Abd. | LMP3   | 11 | EuroInternational            | Mikkel Jensen Jens Petersen                               | Ligier JS P3                  | M     | 74    |                     |
| Abd. | LMP3   | 11 | EuroInternational            | Mikkel Jensen Jens Petersen                               | Nissan VK50VE 5,0 L V8 Atmo   | M     | 74    |                     |
| Abd. | LMP2   | 24 | Panis-Barthez Compétition    | Timothé Buret Konstantin Tereshchenko Léonard Hoogenboom  | Ligier JS P217                | D     | 70    |                     |
| Abd. | LMP2   | 24 | Panis-Barthez Compétition    | Timothé Buret Konstantin Tereshchenko Léonard Hoogenboom  | Gibson GK428 4,2 l V8 Atmo    | D     | 70    |                     |
| Abd. | LMP3   | 14 | Inter Europol Competition    | Paul Scheuschner Sam Dejonghe                             | Ligier JS P3                  | M     | 63    |                     |
| Abd. | LMP3   | 14 | Inter Europol Competition    | Paul Scheuschner Sam Dejonghe                             | Nissan VK50VE 5,0 L V8 Atmo   | M     | 63    |                     |
| Abd. | LMP2   | 20 | High Class Racing            | Anders Fjordbach Dennis Andersen                          | Oreca 07                      | D     | 54    |                     |
| Abd. | LMP2   | 20 | High Class Racing            | Anders Fjordbach Dennis Andersen                          | Gibson GK428 4,2 l V8 Atmo    | D     | 54    |                     |

## Pole position et record du tour
- Pole position :  Paul-Loup Chatin (#28 IDEC Sport Racing) en 1 min 32 s 765
- Meilleur tour en course :  Antonin Borga (#37 Cool Racing) en  1 min 34 s 644

## Tours en tête
- no 37 Oreca 07 - Cool Racing : 21 tours (1-21)[10]
- no 26 Aurus 01 - G-Drive Racing : 114 tours (22-135)

## À noter
- Longueur du circuit : 4,655 km
- Distance parcourue par les vainqueurs : 628,425 km